# Aeroporti in Finlandia
Questa è una lista degli aeroporti civili, militari e degli eliporti in Finlandia.
| Nome                                                                  | Città servita / Posizione       | Regione                    | ICAO                                                                                           | IATA | Tipo            |
| --------------------------------------------------------------------- | ------------------------------- | -------------------------- | ---------------------------------------------------------------------------------------------- | ---- | --------------- |
| Aeroporti                                                             |                                 |                            |                                                                                                |      |                 |
| Aeroporto di Enontekiö                                                | Enontekiö                       | Lapponia                   | EFET. URL consultato il 7 novembre 2017 (archiviato dall'url originale il 26 luglio 2011).     | ENF  | Civile          |
| Aeroporto di Malmi                                                    | Helsinki                        | Uusimaa                    | EFHF. URL consultato il 4 settembre 2017 (archiviato dall'url originale il 14 ottobre 2007).   | HEM  | Civile          |
| Aeroporto di Helsinki-Vantaa                                          | Helsinki / Vantaa               | Uusimaa                    | EFHK. URL consultato il 4 febbraio 2018 (archiviato dall'url originale il 30 ottobre 2007).    | HEL  | Civile          |
| Aerodromo di Hyvinkää                                                 | Hyvinkää                        | Uusimaa                    | EFHV.                                                                                          | HYV  | Civile          |
| Aeroporto di Ivalo                                                    | Ivalo, Inari                    | Lapponia                   | EFIV. URL consultato il 7 novembre 2017 (archiviato dall'url originale il 14 ottobre 2007).    | IVL  | Civile          |
| Aeroporto di Joensuu                                                  | Joensuu / Liperi                | Carelia Settentrionale     | EFJO. URL consultato il 4 febbraio 2018 (archiviato dall'url originale il 26 luglio 2011).     | JOE  | Civile          |
| Aeroporto di Jyväskylä                                                | Jyväskylä / Tikkakoski          | Finlandia Centrale         | EFJY. URL consultato il 7 novembre 2017 (archiviato dall'url originale il 26 luglio 2011).     | JYV  | Civile/militare |
| Aeroporto di Halli                                                    | Jämsä                           | Finlandia Centrale         | EFHA. URL consultato il 4 settembre 2017 (archiviato dall'url originale il 26 luglio 2011).    | KEV  | Militare        |
| Aeroporto di Kajaani                                                  | Kajaani                         | Kainuu                     | EFKI. URL consultato il 7 novembre 2017 (archiviato dall'url originale il 14 ottobre 2007).    | KAJ  | Civile          |
| Aeroporto di Kauhava                                                  | Kauhava                         | Ostrobotnia Meridionale    | EFKA. URL consultato il 4 settembre 2017 (archiviato dall'url originale il 26 luglio 2011).    | KAU  | Militare        |
| Aeroporto di Kemi-Tornio                                              | Kemi / Tornio                   | Lapponia                   | EFKE. URL consultato il 7 novembre 2017 (archiviato dall'url originale il 26 luglio 2011).     | KEM  | Civile          |
| Aeroporto di Kittilä                                                  | Kittilä                         | Lapponia                   | EFKT. URL consultato il 7 novembre 2017 (archiviato dall'url originale il 14 ottobre 2007).    | KTT  | Civile          |
| Aeroporto di Kokkola-Pietarsaari                                      | Kokkola / Kronoby               | Ostrobotnia                | EFKK. URL consultato il 7 novembre 2017 (archiviato dall'url originale il 14 ottobre 2007).    | KOK  | Civile          |
| Aeroporto di Utti                                                     | Kouvola                         | Kymenlaakso                | EFUT. URL consultato il 4 settembre 2017 (archiviato dall'url originale il 26 luglio 2011).    | UTI  | Militare        |
| Aeroporto di Kuopio                                                   | Kuopio / Siilinjärvi            | Savo Settentrionale        | EFKU. URL consultato il 4 febbraio 2018 (archiviato dall'url originale il 14 ottobre 2007).    | KUO  | Civile/militare |
| Aeroporto di Kuusamo                                                  | Kuusamo                         | Ostrobotnia Settentrionale | EFKS. URL consultato il 7 novembre 2017 (archiviato dall'url originale il 14 ottobre 2007).    | KAO  | Civile          |
| Aeroporto di Lappeenranta                                             | Lappeenranta                    | Carelia Meridionale        | EFLP. URL consultato il 7 novembre 2017 (archiviato dall'url originale il 20 luglio 2011).     | LPP  | Civile          |
| Aeroporto di Mariehamn                                                | Mariehamn / Jomala              | Åland                      | EFMA. URL consultato il 4 febbraio 2018 (archiviato dall'url originale il 20 luglio 2011).     | MHQ  | Civile          |
| Aeroporto di Mikkeli                                                  | Mikkeli                         | Savo Meridionale           | EFMI. URL consultato il 4 settembre 2017 (archiviato dall'url originale il 20 luglio 2011).    | MIK  | Civile          |
| Aeroporto di Oulu                                                     | Oulu                            | Ostrobotnia Settentrionale | EFOU. URL consultato il 4 febbraio 2018 (archiviato dall'url originale il 14 ottobre 2007).    | OUL  | Civile          |
| Aeroporto di Pori                                                     | Pori                            | Satakunta                  | EFPO. URL consultato il 7 novembre 2017 (archiviato dall'url originale il 26 luglio 2011).     | POR  | Civile          |
| Aeroporto di Rovaniemi                                                | Rovaniemi                       | Lapponia                   | EFRO. URL consultato il 7 novembre 2017 (archiviato dall'url originale il 20 luglio 2011).     | RVN  | Civile/militare |
| Aeroporto di Savonlinna                                               | Savonlinna                      | Savo Meridionale           | EFSA (archiviato dall'url originale il 20 luglio 2011).                                        | SVL  | Civile          |
| Aeroporto di Seinäjoki                                                | Seinäjoki / Ilmajoki            | Ostrobotnia Meridionale    | EFSI. URL consultato il 4 febbraio 2018 (archiviato dall'url originale il 26 luglio 2011).     | SJY  | Civile          |
| Aeroporto di Tampere-Pirkkala                                         | Tampere / Pirkkala              | Pirkanmaa                  | EFTP. URL consultato il 4 febbraio 2018 (archiviato dall'url originale il 20 luglio 2011).     | TMP  | Civile/militare |
| Aeroporto di Turku                                                    | Turku                           | Varsinais-Suomi            | EFTU. URL consultato il 4 febbraio 2018 (archiviato dall'url originale il 26 luglio 2011).     | TKU  | Civile          |
| Aeroporto di Vaasa                                                    | Vaasa                           | Ostrobotnia                | EFVA. URL consultato il 7 novembre 2017 (archiviato dall'url originale il 14 ottobre 2007).    | VAA  | Civile          |
| Aeroporto di Varkaus                                                  | Varkaus / Joroinen              | Savo Meridionale           | EFVR. URL consultato il 7 novembre 2017 (archiviato dall'url originale il 14 ottobre 2007).    | VRK  | Civile          |
| Aerodromi                                                             |                                 |                            |                                                                                                |      |                 |
| Aerodromo di Menkijärvi                                               | Alajärvi                        | Ostrobotnia Meridionale    | EFME. URL consultato il 4 settembre 2017 (archiviato dall'url originale il 16 ottobre 2007).   |      |                 |
| Aerodromo di Alavus                                                   | Alavus                          | Ostrobotnia Meridionale    | EFAL. URL consultato il 4 settembre 2017 (archiviato dall'url originale il 21 aprile 2012).    |      |                 |
| Aerodromo di Lahti-Vesivehmaa                                         | Asikkala                        | Päijänne                   | EFLA. URL consultato il 4 settembre 2017 (archiviato dall'url originale il 16 ottobre 2007).   |      |                 |
| Aerodromo di Eura                                                     | Eura                            | Satakunta                  | EFEU. URL consultato il 4 settembre 2017 (archiviato dall'url originale il 21 aprile 2012).    |      |                 |
| Aerodromo di Forssa                                                   | Forssa                          | Häme                       | EFFO. URL consultato il 4 settembre 2017 (archiviato dall'url originale il 4 aprile 2012).     |      |                 |
| Aerodromo di Haapajärvi                                               | Haapajärvi                      | Ostrobotnia Settentrionale | EFHJ. URL consultato il 4 settembre 2017 (archiviato dall'url originale il 23 febbraio 2012).  |      |                 |
| Aerodromo di Haapavesi                                                | Haapavesi                       | Ostrobotnia Settentrionale | EFHP. URL consultato il 4 settembre 2017 (archiviato dall'url originale il 4 aprile 2012).     |      |                 |
| Aerodromo di Hailuoto                                                 | Hailuoto                        | Ostrobotnia Settentrionale | EFHL. URL consultato il 4 settembre 2017 (archiviato dall'url originale il 21 aprile 2012).    |      |                 |
| Aerodromo di Hanko                                                    | Hanko                           | Uusimaa                    | EFHN. URL consultato il 4 settembre 2017 (archiviato dall'url originale il 21 aprile 2012).    |      |                 |
| Aerodromo dell'ospedale di Meilahti                                   | Helsinki (ospedale di Meilahti) | Uusimaa                    | EFHY.                                                                                          |      |                 |
| Aerodromo di Vampula                                                  | Huittinen (Vampula)             | Satakunta                  | EFVP. URL consultato il 7 novembre 2017 (archiviato dall'url originale il 4 aprile 2012).      |      |                 |
| Aerodromo di Hämeenkyrö                                               | Hämeenkyrö                      | Pirkanmaa                  | EFHM. URL consultato il 4 settembre 2017 (archiviato dall'url originale il 4 aprile 2012).     |      |                 |
| Aerodromo di Iisalmi                                                  | Iisalmi                         | Savo Settentrionale        | EFII. URL consultato il 4 settembre 2017 (archiviato dall'url originale il 29 aprile 2012).    |      |                 |
| Aerodromo di Immola                                                   | Imatra                          | Carelia Settentrionale     | EFIM. URL consultato il 4 settembre 2017 (archiviato dall'url originale il 4 aprile 2012).     |      |                 |
| Aerodromo di Torbacka                                                 | Ingå                            | Uusimaa                    | EFTO. URL consultato il 4 settembre 2017 (archiviato dall'url originale il 4 aprile 2012).     |      |                 |
| Aerodromo di Jämijärvi                                                | Jämijärvi                       | Satakunta                  | EFJM. URL consultato il 4 settembre 2017 (archiviato dall'url originale il 21 aprile 2012).    |      |                 |
| Aerodromo di Kalajoki                                                 | Kalajoki                        | Ostrobotnia Settentrionale | EFKO. URL consultato il 4 settembre 2017 (archiviato dall'url originale il 21 aprile 2012).    |      |                 |
| Aerodromo di Kannus                                                   | Kannus                          | Ostrobotnia Centrale       | EFKN. URL consultato il 4 settembre 2017 (archiviato dall'url originale il 21 aprile 2012).    |      |                 |
| Aerodromo di Kauhajoki                                                | Kauhajoki                       | Ostrobotnia Meridionale    | EFKJ. URL consultato il 4 settembre 2017 (archiviato dall'url originale il 21 aprile 2012).    | KHJ  |                 |
| Aerodromo di Kemijärvi                                                | Kemijärvi                       | Lapponia                   | EFKM. URL consultato il 4 settembre 2017 (archiviato dall'url originale il 16 ottobre 2007).   |      |                 |
| Aerodromo di Genböle                                                  | Kimitoön (Dragsfjärd)           | Varsinais-Suomi            | EFGE. URL consultato il 4 settembre 2017 (archiviato dall'url originale il 4 aprile 2012).     |      |                 |
| Aerodromo di Kitee                                                    | Kitee                           | Carelia Settentrionale     | EFIT. URL consultato il 4 settembre 2017 (archiviato dall'url originale il 4 aprile 2012).     | KTQ  |                 |
| Aerodromo di Pokka                                                    | Kittilä                         | Lapponia                   | EFPA. URL consultato il 4 settembre 2017 (archiviato dall'url originale il 4 aprile 2012).     |      |                 |
| Aerodromo di Kiuruvesi                                                | Kiuruvesi                       | Savo Settentrionale        | EFRV. URL consultato il 4 settembre 2017 (archiviato dall'url originale il 21 aprile 2012).    |      |                 |
| Aerodromo di Kivijärvi                                                | Kivijärvi                       | Finlandia Centrale         | EFKV. URL consultato il 4 settembre 2017 (archiviato dall'url originale il 4 aprile 2012).     |      |                 |
| Aerodromo di Piikajärvi                                               | Kokemäki                        | Satakunta                  | EFPI. URL consultato il 4 settembre 2017 (archiviato dall'url originale il 21 aprile 2012).    |      |                 |
| Aerodromo di Aavahelukka                                              | Kolari                          | Lapponia                   | EFAA. URL consultato il 4 settembre 2017 (archiviato dall'url originale il 26 luglio 2011).    |      |                 |
| Aerodromo di Kymi                                                     | Kotka                           | Kymenlaakso                | EFKY. URL consultato il 4 settembre 2017 (archiviato dall'url originale il 21 aprile 2012).    |      |                 |
| Aerodromo di Selänpää                                                 | Kouvola                         | Kymenlaakso                | EFSE. URL consultato il 4 settembre 2017 (archiviato dall'url originale il 21 aprile 2012).    |      |                 |
| Aerodromo di Wredeby                                                  | Kouvola (Anjalankoski)          | Kymenlaakso                | EFWB. URL consultato il 7 novembre 2017 (archiviato dall'url originale il 26 luglio 2011).     |      |                 |
| Aerodromo di Kuhmo                                                    | Kuhmo                           | Kainuu                     | EFKH. URL consultato il 4 settembre 2017 (archiviato dall'url originale il 4 aprile 2012).     |      |                 |
| Aerodromo di Kumlinge                                                 | Kumlinge                        | Åland                      | EFKG. URL consultato il 4 settembre 2017 (archiviato dall'url originale il 16 ottobre 2007).   |      |                 |
| Aerodromo di Kärsämäki                                                | Kärsämäki                       | Ostrobotnia Settentrionale | EFKR. URL consultato il 4 settembre 2017 (archiviato dall'url originale il 16 ottobre 2007).   |      |                 |
| Aerodromo di Lapinlahti                                               | Lapinlahti                      | Savo Settentrionale        | EFLL. URL consultato il 4 settembre 2017 (archiviato dall'url originale il 21 aprile 2012).    |      |                 |
| Aerodromo di Lieksa-Nurmes                                            | Lieksa                          | Carelia Settentrionale     | EFLN. URL consultato il 4 settembre 2017 (archiviato dall'url originale il 16 ottobre 2007).   |      |                 |
| Aerodromo di Räyskälä                                                 | Loppi                           | Häme                       | EFRY. URL consultato il 7 novembre 2017 (archiviato dall'url originale il 21 aprile 2012).     |      |                 |
| Aerodromo di Mäntsälä                                                 | Mäntsälä                        | Uusimaa                    | EFMN. URL consultato il 4 settembre 2017 (archiviato dall'url originale il 16 ottobre 2007).   |      |                 |
| Aerodromo di Savikko                                                  | Nurmijärvi                      | Uusimaa                    | EFNS. URL consultato il 4 settembre 2017 (archiviato dall'url originale il 21 aprile 2012).    |      |                 |
| Aerodromo di Oripää                                                   | Oripää                          | Varsinais-Suomi            | EFOP. URL consultato il 4 settembre 2017 (archiviato dall'url originale il 21 aprile 2012).    |      |                 |
| Aerodromo di Ahmosuo                                                  | Oulu                            | Ostrobotnia Settentrionale | EFAH. URL consultato il 4 settembre 2017 (archiviato dall'url originale il 21 aprile 2012).    |      |                 |
| Aerodromo di Pieksämäki                                               | Pieksämäki                      | Savo Meridionale           | EFPK. URL consultato il 7 novembre 2017 (archiviato dall'url originale il 21 aprile 2012).     |      |                 |
| Aerodromo di Pudasjärvi                                               | Pudasjärvi                      | Ostrobotnia Settentrionale | EFPU. URL consultato il 7 novembre 2017 (archiviato dall'url originale il 4 aprile 2012).      |      |                 |
| Aerodromo di Punkaharju                                               | Punkaharju                      | Savo Meridionale           | EFPN. URL consultato il 4 settembre 2017 (archiviato dall'url originale il 4 aprile 2012).     |      |                 |
| Aerodromo di Pyhäsalmi                                                | Pyhäjärvi                       | Ostrobotnia Settentrionale | EFPY. URL consultato il 7 novembre 2017 (archiviato dall'url originale il 16 ottobre 2007).    |      |                 |
| Aerodromo di Raahe-Pattijoki                                          | Raahe                           | Ostrobotnia Settentrionale | EFRH. URL consultato il 7 novembre 2017 (archiviato dall'url originale il 21 aprile 2012).     |      |                 |
| Aerodromo di Rantasalmi                                               | Rantasalmi                      | Savo Meridionale           | EFRN. URL consultato il 7 novembre 2017 (archiviato dall'url originale il 21 aprile 2012).     |      |                 |
| Aerodromo di Ranua                                                    | Ranua                           | Lapponia                   | EFRU. URL consultato il 4 settembre 2017 (archiviato dall'url originale il 29 aprile 2012).    |      |                 |
| Aerodromo di Rautavaara                                               | Rautavaara                      | Savo Settentrionale        | EFRA. URL consultato il 7 novembre 2017 (archiviato dall'url originale il 4 aprile 2012).      |      |                 |
| Aerodromo di Kiikala                                                  | Salo                            | Varsinais-Suomi            | EFIK. URL consultato il 18 settembre 2023 (archiviato dall'url originale il 18 dicembre 2012). |      |                 |
| Aerodromo di Sodankylä                                                | Sodankylä                       | Lapponia                   | EFSO. URL consultato il 4 settembre 2017 (archiviato dall'url originale il 21 aprile 2012).    | SOT  |                 |
| Aerodromo di Suomussalmi                                              | Suomussalmi                     | Kainuu                     | EFSU. URL consultato il 7 novembre 2017 (archiviato dall'url originale il 4 aprile 2012).      |      |                 |
| Aerodromo di Teisko                                                   | Tampere                         | Pirkanmaa                  | EFTS. URL consultato il 4 settembre 2017 (archiviato dall'url originale il 4 aprile 2012).     |      |                 |
| Aerodromo di Vaala                                                    | Vaala                           | Kainuu                     | EFVL. URL consultato il 7 novembre 2017 (archiviato dall'url originale il 21 aprile 2012).     |      |                 |
| Aerodromo di Sulkaharju                                               | Veteli                          | Ostrobotnia Centrale       | EFVT. URL consultato il 4 settembre 2017 (archiviato dall'url originale il 29 aprile 2012).    |      |                 |
| Aerodromo di Vihtu/Nummela                                            | Vihti/Nummela                   | Uusimaa                    | EFNU. URL consultato il 4 settembre 2017 (archiviato dall'url originale il 16 ottobre 2007).   |      |                 |
| Aerodromo di Viitasaari                                               | Viitasaari                      | Finlandia Centrale         | EFVI. URL consultato il 7 novembre 2017 (archiviato dall'url originale il 21 aprile 2012).     |      |                 |
| Aerodromo di Ylivieska                                                | Ylivieska                       | Ostrobotnia Settentrionale | EFYL. URL consultato il 7 novembre 2017 (archiviato dall'url originale il 4 aprile 2012).      |      |                 |
| Eliporti                                                              |                                 |                            |                                                                                                |      |                 |
| Eliporto di Kilpisjärvi                                               | Enontekiö                       | Lapponia                   | EFEK                                                                                           |      |                 |
| Eliporto ospedaliero di Jorvi                                         | Espoo                           | Uusimaa                    | EFEJ                                                                                           |      |                 |
| Eliporto di Helsinki Hernesaari                                       | Helsinki                        | Uusimaa                    | EFHE                                                                                           |      |                 |
| Eliporto ospedaliero delUniversità di Helsinki / Eliporto di Meilahti | Helsinki                        | Uusimaa                    | EFHY                                                                                           |      |                 |
| Eliporto ospedaliero dello Häme                                       | Hämeenlinna                     | Häme                       | EFHH                                                                                           |      |                 |
| Eliporto ospedaliero della Carelia settentrionale                     | Joensuu                         | Carelia Settentrionale     | EFJE                                                                                           |      |                 |
| Eliporto della Finlandia centrale                                     | Jyväskylä                       | Finlandia Centrale         | EFJV                                                                                           |      |                 |
| Eliporto dell'Università di Kuopio                                    | Kuopio                          | Savo Settentrionale        | EFPJ                                                                                           |      |                 |
| Eliporto ostpedaliero del Päijänne                                    | Lahti                           | Päijänne                   | EFPL                                                                                           |      |                 |
| Eliporto ospedaliero dell'Università di Oulu                          | Oulu                            | Ostrobotnia Settentrionale | EFHO                                                                                           |      |                 |
| Eliporto ospedaliero della Lapponia Lapland                           | Rovaniemi                       | Lapponia                   | EFLR                                                                                           |      |                 |
| Eliporto ospedaliero di Seinäjoki                                     | Seinäjoki                       | Ostrobotnia Meridionale    | EFHS                                                                                           |      |                 |
| Eliporto ospedaliero dell'Università di Tampere                       | Tampere                         | Pirkanmaa                  | EFPT                                                                                           |      |                 |
| Eliporto ospedaliero dell'Università di Turku                         | Turku                           | Varsinais-Suomi            | EFTV                                                                                           |      |                 |
| Eliporto ospedaliero di Peijas                                        | Vantaa                          | Uusimaa                    | EFPE                                                                                           |      |                 |